# Tallaungles

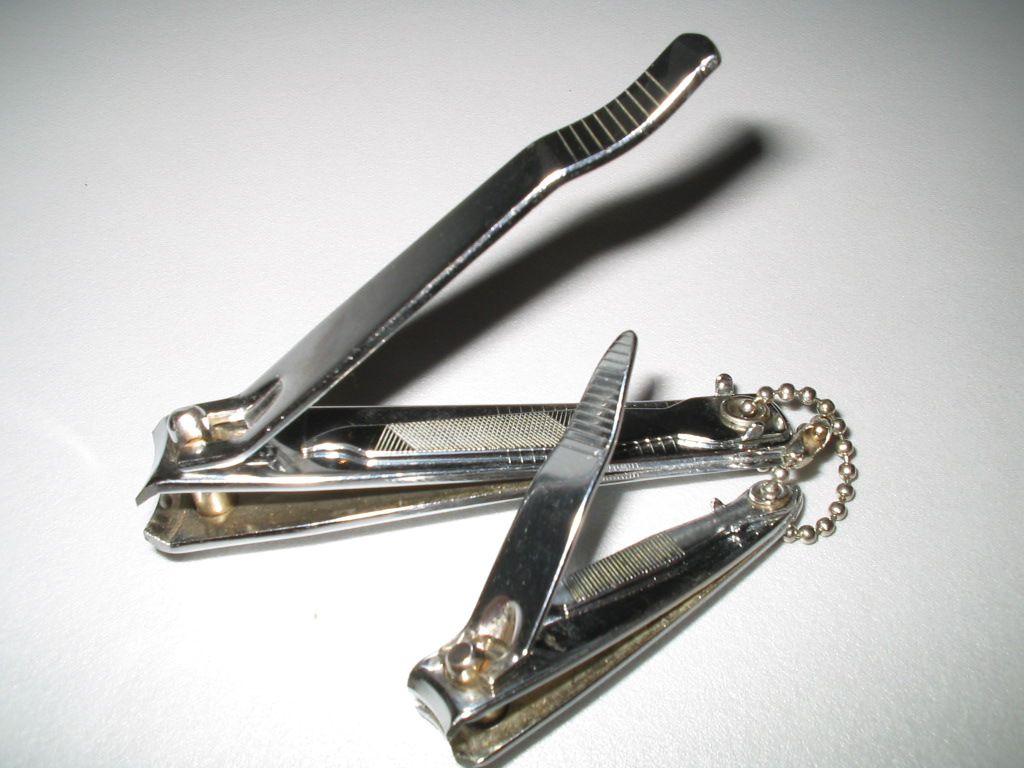
Tallaungles de dues mides diferents.

Un tallaungles és una eina similar a unes alicates de tall, que té una fulla de tall corba i que s'utilitza per tallar les ungles Sol ser metàl·lic, n'hi ha de diferents mides, i per la seva grandària, es poden distingir els tallaungles domèstics i els de viatge, més petits. També hi tallaungles per a nens decorats amb motius infantils.

## Construcció

Força final = Esforç_{1} x 6

Està format bàsicament per dues làmines unides per un extrem, les quals posseeixen sengles fulles de tall enfrontades entre si en l'extrem oposat, i un mànec col·locat de forma inversa sobre elles. En la majoria dels tallaungles també s'inclou una làmina més amb forma punxeguda i superfície de llima per poder treure la brutícia acumulada sota de les ungles així com poder-les llimar.
La mecànica del tallaungles és una combinació de dues palanques que permeten realitzar una potent pressió de tall sense esforç. La làmina principal sobre la qual es fa la pressió amb el polze, és una  palanca de segon gènere que pressiona les dues fulles de tall fins a unir-les. Les fulles actuen amb gran força, i donen lloc a una combinació de palanca de tercer gènere. Les vores de tall de les fulles fan un moviment molt curt emprat per vèncer la resistència que ofereix l'ungla a ser tallada.
Aplicant la fórmula de la palanca amb els valors de la imatge (mantenint les inicials):
{\displaystyle F_{r}=F_{e}*{d_{e} \over d_{r}}}
on
Fr és la força final o resistència;
dr és la distància entre força final (resistència) i el fulcre F;
Fe és la força aplicada o esforç;
de és la distància entre la força aplicada (esforç) i el fulcre F;
Resistència1 = Esforç1 x (8/1) ; guany de la palanca1 > 1
Esforç₂ = Resistència1
Resistència₂ = Esforç₂ x (6/8) = Resistència1 x (3/4) ; guany de la palanca₂ < 1
Força final = Resistència₂ = Resistència1 x (3/4) = (Esforç1 x 8) x (3/4) = Esforç1 x 6